# Oaxaca FilmFest
L'Oaxaca FilmFest è un festival cinematografico internazionale di otto giorni che si tiene ogni autunno nella città messicana di Oaxaca dal 2010. Il festival è composto da varie categorie e offre un ampio spazio nella sua selezione a registi e sceneggiatori emergenti.

## Storia
Il festival è stato fondato da Ramiz Adeeb Azar, con la prima edizione del festival tenutasi nel novembre 2010. La rivista MovieMaker lo ha elencato come uno dei "50 festival cinematografici che valgono la quota di iscrizione". L'Oaxaca FilmFest ha incluso le opere di artisti come Guillermo del Toro, Robert De Niro, Clint Eastwood, Spike Lee, Neil LaBute, Diego Luna, Takashi Miike, Martin Scorsese, Bill Plympton, Donald Sutherland e Luke Wilson.